# Suleyman Vezirov
 (septembre 2022).
Suleyman Vezirov (en azéri: Süleyman Azad oğlu Vəzirov ; né le 18 novembre 1910 à Choucha et mort le 7 février 1973 à Bakou) est un Homme d'État soviétique, organisateur de l'industrie pétrolière. 

## Biographie
Suleyman Vezirov est né dans la famille de l’officier Azad-bek Vezirov. Depuis 1918, il étudie à l'école des métiers à Choucha, puis entre au Collège industriel et économique de Bakou. Après avoir obtenu son diplôme d'une école technique en 1927, il travaille comme jaugeur à Bibi-Heybat, technicien sur le champ pétrolier offshore de Baie d'Ilyich . En 1928, S. A. Vezirov entre à la faculté des mines de l'AzPI, dont il sort avec un diplôme d'ingénieur des mines en 1932 - champ pétrolifère. 

## Carrière
Il travaille dans les gisements de l'île d'Artyom en RSS d'Azerbaïdjan.  Depuis 1940, il travaille comme ingénieur en chef d'Azneftekombinat, depuis 1942 comme directeur  d'Azneftekombinat. En 1944 il reçoit le titre de héros du travail socialiste avec l'Ordre de Lénine et la Médaille d'étoile d'or.
Dans les années 1954-1959, S.Vezirov est Ministre de l'Industrie pétrolière, de 1959 à 1965 il est président du Conseil de l'économie nationale. 
De 1965 à 1970, S.Vezirov occupe le poste du vice-président du Conseil des ministres, et de 1970 à 1973 le poste du vice-président du Présidium du Conseil suprême de l'AzSSR.

## Récompenses et prix
- 4 Ordres de Lénine (27 avril 1940 ; 24 janvier 1944 ; 8 janvier 1948 ; 19 mars 1959)
- 6 Ordres de l' Ordre du Drapeau rouge (6.2.1942 ; 28.1.1950 ; 15.5.1951 ; 10.12.1960 ; 23.5.1966 ; 25.8.1971)
- Prix Staline du troisième degré (1951) - pour la découverte et le développement d'un nouveau gisement de pétrole[3].